# Leo Tuor
Leo Tuor (* 29. Mai 1959 in Ilanz) ist ein Schweizer Schriftsteller aus dem Bündner Oberland.

## Werdegang
Er wuchs in Rabius und Disentis auf, wo er die Klosterschule besuchte und mit der Matura Typus B abging. Trotz anschliessendem Sekundarlehrerstudium bestritt er sein Leben bisher vor allem als Alphirt. Von 1981 bis 1985 arbeitete Leo Tuor als Redaktor der rätoromanischen Zeitschrift La Talina, die von Pater Flurin Maissen gegründet worden war. 1989 begann seine bis ins Jahr 2000 dauernde Arbeit an der wissenschaftlichen Ausgabe der Werke des surselvischen Dichter Historiographen Giacun Hasper Muoth (1844–1906) in sechs Bänden unter der Leitung von Iso Camartin.
Er wohnt mit seiner Frau und drei Kindern in Surrein im abgelegenen Val Sumvitg.

## Preise
- 2004: Hubert Burda Preis für junge Lyrik
- 2007: Einzelwerkpreis der Schweizerischen Schillerstiftung
- 2009: Bündner Literaturpreis
- 2021: Kulturpreis des Kantons Graubünden

## Werke (in deutscher Übersetzung)
- Surselva. Streiflichter. In: Peter Donatsch (Hrsg.): Surselva. Landschaft am jungen Rhein. AS, Zürich 2000, ISBN 3-905111-54-3
  - Einzelausgabe des Textbeitrags: Surselva. Straglischs / Surselva. Streiflichter. Schweizerisches Jugendschriftenwerk (SJW 2277), Zürich 2007, ISBN 978-3-7269-0527-9
- Surselver Trilogie:
  - Giacumbert Nau. Hirt auf der Greina. Bemerkungen zu seinem Leben. Octopus, Chur 1994, ISBN 3-279-00529-9; Neuausgabe: Limmat, Zürich 2012, ISBN 978-3-85791-679-3
  - Onna Maria Tumera oder Die Vorfahren. Limmat, Zürich 2004, ISBN 3-85791-453-X. Überarbeitete und ergänzte Neuausgabe unter dem Titel Die Wölfin / La luffa. Limmat, Zürich, 2019.
  - Settembrini. Leben und Meinungen. Roman. Limmat, Zürich 2011, ISBN 978-3-85791-624-3
- Cavrein. Erzählung. Aus dem Rätoromanischen von Claudio Spescha. Limmat, Zürich 2014, ISBN 978-3-85791-732-5